# Исингинское сельское поселение
Се́льское поселе́ние «Исингинское» (бур. Иисэнгын hомон) — муниципальное образование в Еравнинском районе Бурятии Российской Федерации.
Административный центр — село Исинга.

## История
Статус и границы сельского поселения установлены Законом Республики Бурятия от 31 декабря 2004 года № 985-III «Об установлении границ, образовании и наделении статусом муниципальных образований в Республике Бурятия»

## Население
| 2002 | 2011  | 2012  | 2013 | 2014 | 2015 | 2016 |
| ---- | ----- | ----- | ---- | ---- | ---- | ---- |
| 977  | ↗1020 | ↘1002 | ↘982 | ↘961 | ↘939 | ↘923 |
| 2017 | 2018  | 2019  | 2020 | 2021 | 2023 | 2024 |
| ↘911 | ↘890  | ↘881  | ↘867 | ↗912 | ↘886 | ↘855 |

## Состав сельского поселения
| № | Населённый пункт | Тип населённого пункта       | Население |
| - | ---------------- | ---------------------------- | --------- |
| 1 | Исинга           | село, административный центр | ↘855      |